# LADA Iskra
LADA Iskra — российский переднеприводный субкомпактный автомобиль Волжского автомобильного завода, представленный в 2024 году.

## Описание
Автомобиль LADA Iskra впервые был представлен 5 июня 2024 года на Петербургском международном экономическом форуме. Его платформа CMF-B LS подвергнута реинжинирингу и является технически независимой. Электронная инфраструктура локализована полностью: было добавлено 400 новых деталей. Также появилась собственная база с индексом XJO. В качестве «альтернативы» был взят Kia Pegas. Конкурентом также является Hyundai Solaris (с 2024 года — Solaris HS).
Изначально планировалось, что Iskra заменит Granta, однако производство последнего, тем не менее, продолжилось параллельно с Iskra и Vesta. По словам президента Волжского автомобильного завода Максима Соколова, Iskra «был создан технологически независимым». Внешность модели является дальнейшим развитием «Икс-дизайна», созданного британским специалистом Стивеном Маттином, ранее работавшим в России с 2011 по 2020 год.
Автомобиль планируют выпускать в кузовах седан, универсал и универсал Cross. 
Официальный запуск производства автомобиля был осуществлён в апреле 2025 года.
По данным издания 32CARS, в марте и апреле 2025 года было собрано лишь несколько десятков автомобилей, которые остались на заводе для использования во внутреннем автопарке и пресс-парке.
По состоянию на начало мая 2025 года розничные продажи автомобиля не начались. Информация о ценах и комплектациях модели отсутствует. Согласно оптимистичным прогнозам, первые партии автомобилей могут поступить к дилерам не ранее второй половины июня 2025 года, однако ожидается, что объёмы поставок будут ограниченными. Основной причиной задержки производства называется нехватка комплектующих.
Поставки товарных автомобилей Lada Iskra в дилерские центры АвтоВАЗа откладываются: по словам президента Российской ассоциации автомобильных дилеров (РОАД) Алексея Подщеколдина, первые экземпляры модели появятся в автосалонах не в июле, как ожидалось ранее, а в августе. Несмотря на перенос сроков, подготовка дилерской сети продолжается — в салоны уже поступила часть документации от производителя, а также проводится обучение технических специалистов по обслуживанию новой модели.
Несмотря на запуск серийного производства 19 апреля, на сборочной линии возникли многочисленные проблемы, включая дефекты электрики, нарушенные зазоры и ошибки при установке деталей. По данным инсайдеров, из около 500 собранных машин большая часть всё ещё остаётся на заводе, проходя доработку. 
20 июля 2025 года был объявлен официальный старт продаж LADA Iskra, однако в дилерских центрах Тольятти, Москвы и Санкт-Петербурга автомобили отсутствуют. Как сообщают журналисты и пользователи соцсетей, в шоурумах нет выставочных образцов, предзаказы не принимаются, а тест-драйвы не проводятся. По словам дилеров, демонстрационные экземпляры ещё не подготовлены и появятся не раньше августа. В некоторых автосалонах есть лишь одна-две машины, а большинство вовсе не получили ни одной. По неофициальным данным, полноценное серийное производство модели начнётся только весной 2026 года, что ставит под сомнение фактическое наличие автомобиля на рынке.

## Технические характеристики
LADA Iskra приводится в движение 1,6-литровыми бензиновыми двигателями ВАЗ-11182 (8 клапанов) и ВАЗ-21127 (16 клапанов) мощностью 90—106 л. с. в паре с пяти- или шестиступенчатой механической трансмиссией или же с вариатором WLY. В сборке используются детали российского, китайского, узбекистанского и иранского производства.
Габариты модели схожи с Renault Sandero, ранее входившим в альянс с LADA и Nissan. Длина — 4333 мм, ширина — 1777 мм, высота — 1517 мм.
Передний свес составил 820 мм, задний — 910 мм, колёсная база — 2603 мм, колея передних колёс — 1534 мм, а задних — 1527 мм. Клиренс LADA Iskra 170 мм.
Двигатель объёмом 1,8 литра и мощностью 122 л.с. не войдёт в гамму Lada Iskra — об этом сообщил главный инженер проекта Логинов, отметив, что установка мотора ВАЗ-21179 изначально не предусматривалась. В будущем возможна модификация с новым 1,6-литровым мотором на 120 л.с., однако сроки её выхода пока не уточняются. 

## Цены
АвтоВАЗ официально запустил розничные продажи семейства Lada Iskra — первые автомобили уже доступны в дилерских центрах Москвы, Санкт-Петербурга и Тольятти, а в другие регионы поставки ожидаются в ближайшие недели. В линейку входят седан, универсал и кросс-версия SW Cross с тремя вариантами двигателей: 1,6 литра на 90 или 106 л.с. с механикой и 106-сильный мотор с автоматом. Стартовая цена седана — от 1,25 млн рублей. Базовая комплектация включает ESP, подушки безопасности, датчики дождя и давления, а также дистанционный центральный замок. Версии Life и Enjoy предлагают кондиционер, подогревы и мультимедиа с Яндекс-сервисами, а топовая комплектация Techno оснащается камерой заднего вида, круиз-контролем и полным набором обогревов. Универсал стоит от 1,5 млн рублей, а Cross-версия — от 1,63 млн рублей.